# Bruno Heller
Bruno Heller, né en 1960, est un scénariste d'origine anglaise connu pour ses contributions à la série télévisée Rome, la création de la série Mentalist (The Mentalist) ainsi que Gotham.

## Rome
Bruno Heller est scénariste pour la plupart des épisodes de la première saison et certains de la seconde.

### Première saison
- Le Vol de l'aigle (The Stolen Eagle)
- Une république fragile (How Titus Pullo Brought Down the Republic)
- Le Venin de Cerbère (An Owl In a Thornbush)
- Bons augures, mauvais présages (Stealing From Saturn)
- Jeux de dupes (The Ram Has Touched The Wall)
- Octave devient un homme (Egeria)
- Espoirs déçus (The Spoils)
- Les Ides de Mars (Kalends of February)

### Seconde saison
- L'Héritage de César (Passover)
- Fils de Hadès (Son of Hades)
- Au sujet de ton père (De Patre Vostro (About Your Father))

## Mentalist
Bruno Heller est le scénariste des épisodes suivants:

### Première saison
- John Le Rouge (Pilot)
- La Vie en rousse (Red Hair and Silver Tape)
- Les Amis de John Le Rouge (Red John's Friends)
- Séminaire rouge sang (Carnelian, Inc.)
- Sur la piste de John Le Rouge (Red John's Footsteps)

### Seconde saison
- Rédemption (Redemption)
- Or noir rouge sang (Black Gold and Red Blood)
- Code rouge (Code Red)
- Soleil rouge (Red Sky in the Morning)

### Troisième saison
- Ciel Rouge dans la Nuit (Red Sky at Night)
- Lune rouge (Red moon)
- Les masques tombent (2e partie) (Strawberries and Cream - Part Two)

### Quatrième saison
- Le Doute (Scarlet Ribbons)
- Proposition douteuse (Cheap Burgundy)
- La Rencontre (The Crimson Hat)

### Cinquième saison
- Ticket gagnant (The Crimson Ticket)
- Les Nouvelles Règles du jeu (Red John’s Rules)

### Sixième saison
- La Liste de Jane (The Desert Rose)
- Près du but (Red John)
- (Blue Bird)

### Septième saison
- Orchidées blanches (White Orchids)

## Gotham
Bruno Heller a été chargé par la Fox de superviser la série Gotham. Il en est également producteur délégué.

### Première saison
Il a en outre écrit les scénarios de l'épisode pilote et du dernier épisode de la saison 1 (All Happy Families Are Alike) ainsi que les suivants : 
- Selina Kyle
- Penguin's Umbrella
- The Blind Fortune Teller

### Seconde saison
Pour la saison 2, il a écrit les épisodes suivants :
- Damned If You Do... (premier épisode de la saison)
- Worse Than a Crime